# Ганс Бьорлі

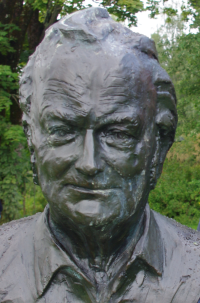
Погруддя Г. Бьорлі

Ганс Бьорлі (норв. Hans Børli ; 8 грудня 1918, Ейдскуг, Норвегія — 26 серпня 1989, там же) — норвезький поет і письменник.
Його батьки були незаможними орендарями землі на хуторі, де він провів більшу частину життя й помер 26 серпня 1989-го. Із 12-літнього віку тяжко працював на лісоповалі, що стало його основним місцем роботи на все життя. Під час Другої світової війни перебував у лавах норвезької армії, зазнав важкого поранення. У вільний час від праці, безпосередньо в бараках на лісоповалі, писав вірші, які потім компонував, коли повертався додому й мав змогу попрацювати за столом. За життя опублікував майже два десятки книжок (переважно поетичних збірок), іще близько десятка вийшли посмертно. Має в Норвегії статус національного поета. Українською мовою Ганса Бьорлі станом на 2025 рік ще не перекладали.